# MV Baragoola
MV Baragoola var en färja som trafikerade sträckan Circular Quay–Manly i Sydney i New South Wales i Australien. Färjan beställdes av Port Jackson & Manly Steamship Company, ett av sju nästan identiska fartyg att beställas av företaget. Hon tillverkades av Mort’s Dock i Balmain i Sydney. Baragoola sjösattes 14 februari 1922. Hon sattes därefter i trafik på sträckan Circular Quary–Manly och fortsatte i denna tjänst fram till 1983. Sträckan är en av Sydneys mest kända färjesträckor.
Efter att ha tagits ur tjänst såldes Baragoola samma år. Vid tiden var det tänkt att fartyg skulle bli universitetslokaler. Fem år senare såldes hon till en affärsman. Ungefär samtidigt blev Baragoola det första flyttbara föremålet i delstaten att komma i åtnjutning av kulturskydd då en permanent conservation order utfärdades. Affärsmannen spenderade över en miljoner australiska dollar på att restaurera fartyget men övergav arbetet då han blev desillusionerad med myndigheterna NSW Maritime och Heritage Branch.
Baragoola såldes till en annan affärsman i november 2008. Heritage Branch anlitade i februari 2009 en konsult som konstaterade att fartygets konservering skulle innebära stora kostnader och fordra stort materialbyte. Detta mynnade ut i att fartygets kulturskydd drogs in året därpå. Samma år skadades Baragoola ytterligare under en militärövning.
Baragoola kom i ägarskap av sällskapet Baragoola Preservation Association. Sällskapet yttrade i september 2021 en önskan att bevara fartyget och att det undersökte olika alternativ för att realisera detta. Färjan sjönk cirka klockan 22.30 den 1 januari 2022. Efter sjunkningen angav sällskapet att det hade avyttrat fartyget. Delstatens transportmyndighet, Transport for New South Wales, angav att den ämnade att bevara föremål av särskild kulturell betydelse från fartyget, exempelvis propellrar, skeppsklockor och ankare.